# Saint-Ébremond-sur-Lozon
Pour les articles homonymes, voir Saint-Ébremond.
Saint-Ébremond-sur-Lozon est une ancienne commune de la Manche.

## Histoire
La paroisse de Saint-Ébremond-sur-Lozon n'avait qu'un fief noble, mouvant de la baronnie de Marigny, qui comptait pour un tiers de fief. Le seigneur avait droit de quintaine et de présentation à la cure.
Le fils de Robert, Noël Le Marquetel, écuyer, seigneur de Montfort, lut anobli en 1474 pour la somme de 50 livres. Il épousa par contrat du 8 décembre 1484, Jeanne d'Isigny, fille de Jacques d'Isigny, écuyer, « seigneur du Roi ». Le 2 juin 1498, il acheta des « héritages assis dans la paroisse de Saint-Évremont ». Dans un acte du 25 novembre 1504, il est dit seigneur de Saint-Louet-sur-Lozon et de Saint-Evremont
Elle fusionne en 1832 avec Saint-Louet-sur-Lozon pour former la nouvelle commune de Lozon.

## Religion

### Circonscriptions ecclésiastiques avant la Révolution
- Diocèse : Coutances.
- Archidiaconé : Val de Vire.
- Doyenné : Le Hommet.

## Démographie
| 1793 | 1800 | 1806 | 1821 | 1831 |
| ---- | ---- | ---- | ---- | ---- |
| 74   | 69   | 97   | 93   | 95   |